# Fanuc
FANUC eller Fanuc er en japansk producent af automationsprodukter og industrirobotter. Fanuc blev etableret i 1958, som en division i Fujitsu. I 1972 blev enheden uafhængig under navnet Fanuc Ltd.